# 名古屋市立六反小学校
名古屋市立六反小学校（なごやしりつ ろくたんしょうがっこう）は、かつて名古屋市中村区名駅南四丁目にあった公立学校。

## 沿革
- 1906年（明治39年）5月1日 - 愛知尋常小学校から分離し、愛知第二尋常小学校として成立[1]。
- 1911年（明治44年）4月 - 高等科を設置[1]。
- 1915年（大正4年）4月 - 高等科廃止[1]。
- 1921年（大正10年）8月22日 - 名古屋市と合併し、所在地が同市中区となる[1]。同時に名古屋市六反尋常小学校と改称[1]。
- 1933年（昭和8年）4月 - 高等科を再び設置する[1]。
- 1937年（昭和12年）10月1日 - 所在地が中区より中村区に変更となる[1]。
- 1940年（昭和15年）4月 - 高等科廃止[1]。
- 1941年（昭和16年）4月1日 - 名古屋市六反国民学校と改称[1]。
- 1945年（昭和20年）1月3日 - 名古屋大空襲により校舎の一部と講堂を失う[1]。
- 1946年（昭和21年）4月15日 - 笹島国民学校・六反国民学校を廃し、六反国民学校が発足する[1]。
- 1947年（昭和22年）4月1日 - 名古屋市立六反小学校となる[1]。
- 1953年（昭和28年）4月 - 校内に六反幼稚園が設置される[1]。
- 2001年（平成13年）頃 - 六反幼稚園閉園
- 2010年（平成22年） - 廃校。名古屋市立笹島小学校設立[2]。